# Phintella dives
Phintella dives är en spindelart som först beskrevs av Simon 1899.  Phintella dives ingår i släktet Phintella och familjen hoppspindlar. Inga underarter finns listade i Catalogue of Life.